# Canadian Natural Resources
Canadian Natural Resources Limited, oder CNRL oder Canadian Natural, ist ein kanadisches Öl- und Gasexplorations-, Entwicklungs- und Produktionsunternehmen mit Hauptsitz in Calgary, Alberta. Neben dem Kernbereich Western Canadian Sedimentary Basin hat CNRL auch in der Nordsee und vor Westafrika Offshore-Felder. Bis zum Jahr 2011 war CNRL mit einer Produktion von 121.000 Barrel (19.200 m³) Kanadas größte Ölgesellschaft und Kanadas größter konventioneller Schwerölproduzent.

## Operatives Geschäft
Neben der Unternehmenszentrale in Calgary betreibt das Unternehmen Außenstellen in den kanadischen Provinzen Alberta, British Columbia, Saskatchewan sowie verfügt über Niederlassungen in Gabun, der Elfenbeinküste und Aberdeen, Schottland. Canadian Natural ist der größte Öl- und Gasproduzent in Kanada seit dem zweiten Quartal 2014.

## Western Canadian Sedimentary Basin
Nach Firmenangaben verfügt Canadian Natural über die größten unbebauten Flächen im „Western Canadian Sedimentary Basin“. CNRLs Vermögenswerte umfassen „konventionelles und unkonventionelles Erdgas, daneben Projekte in der Rohölproduktion sowie Ölsand und Ölsandgewinnung“.

## Erdgas
Nach eigenen Angaben ist Canadian Natural der größte unabhängige Produzent von Erdgas in Westkanada. Die Firma verfügt über Erdgasanlagen, die auf eine umfangreiche Landbasis gestützt sind, eine gut entwickelte Infrastruktur und einen diversifizierten Bestand von zukünftigen Bohrungen. Die konventionelle und unkonventionelle Erdgasproduktion konzentriert sich auf fünf nordamerikanische Kernbereiche: Nordwest Alberta, Nordost-British Columbia, die Vorgebirge der Rocky Mountains, die Northern Plains und die südliche Tiefebene.

## Pelican Lake
Pelican Lake ist ein großes, flaches Rohöl-Bassin in den Northern Plains, das schätzungsweise 4,1 Milliarden Barrel Ölvorkommen enthält. Obwohl ursprünglich für die Primärproduktion entwickelt, begann das Unternehmen mit der Wasserflutung für Teile des Feldes im Jahr 2004, was zu einer deutlichen Produktionssteigerung führte. Vorausgegangen war ein Produktionsrückgang in den drei vorhergehenden Jahren. Aufbauend auf diesem Erfolg begann das Unternehmen mit Polymerflutung im Jahr 2005. Diese Technik hat sich als effektiver als die Wasserflutung erwiesen. Daher begann die Gesellschaft, weitere Bereiche des Pelican Lake mit der neuen Technik zu fluten.

## Thermisch zu behandelnde Ölsände
Canadian Natural hält einige der besten Ölsandvorkommen in Kanada. Diese liegen in Athabasca und beim Cold Lake. Natürliche Ölsandvorkommen bestehen aus Bitumen, das in seinem natürlichen Zustand zu zähflüssig ist, um abgepumpt zu werden. Wenn das Bitumen zu tief liegt, um wirtschaftlich (im Tagebau) abgebaut werden zu können (mehr als 80 m), wird Dampf eingespritzt, um das Bitumen zu erwärmen. Durch die dadurch erreichte Verringerung der Zähflüssigkeit wird das Abpumpen durch Oberflächenvertiefungen ermöglicht. Nur etwa 7 % der kanadischen Ölsände können direkt abgebaut werden, der größere Teil muss durch Erwärmung für die Förderung vorbereitet werden.

## Leichtes Rohöl und Flüssiggas
Canadian Natural erzeugt leichtes Rohöl und Flüssiggas in allen westlichen kanadischen Kernregionen. Der Großteil dieser Vorkommen kann abgebaut werden, aber die Wiedergewinnungsfaktoren sind bescheiden. Die Förderung geschieht unter Einsatz von Wasserflutung, was eine hohe Ausbeutung mit geringer jährlicher Produktionsabnahme garantiert. Diese Projekte unterliegen einem geringen technischen Risiko, erfordern aber strenge geologische und technische Analysen, um erfolgreich zu sein.

## Horizon Oil Sands
Größtes Förderprojekt von Canadian Natural ist das Horizon Oil Sands Projekt, das sich 75 km nördlich von Fort McMurray, Alberta, befindet. Es beinhaltet eine Oberflächenölsandgewinnung und Bitumenextraktionsanlage, mit In-situ-Bitumenveredelung und dazugehöriger Infrastruktur. Die Vorkommen werden auf ca. 14,4 Milliarden Barrel Bitumen geschätzt. Dadurch wird eine Produktion für mehrere Jahrzehnte ohne Produktionsrückgänge erwartet.
Der Vorstand genehmigte das Horizon Oil Sands Projekt im Februar 2005. Nach Jahren der Planung und Bauphase konnte das Unternehmen erfolgreich und nachhaltig im Frühjahr 2009 sein erstes Barrel hochwertiges, schwefelarmes Rohöl fördern.
Die Unternehmensziele sehen Produktionssteigerungen nach Abschluss zukünftiger Erweiterungen und Beseitigung von Engpässen von ca. 250.000 Barrel pro Tag vor. Nach weiteren Phasen der Expansion könnte möglicherweise die Kapazität auf 500.000 Barrel pro Tag gesteigert werden.

## Internationalisierung
Das Unternehmen konzentriert sich in seinen Bemühungen außerhalb Kanadas auf zwei Kernbereiche, dem Anteil des Vereinigten Königreichs an der Nordsee und den Offshore-Feldern vor den Küsten Westafrikas. In der Nordsee wird das Hauptaugenmerk auf die Fortführung und den Ausbau der bestehenden Infrastruktur gelegt. In Westafrika hat das Unternehmen nach eigenen Angaben gute Beziehungen zu den Regierungen der Elfenbeinküste und Gabun und daher einen Wettbewerbsvorteil gegenüber anderen lokalen Betreibern. Die Felder vor Westafrika gehören zu den größten Vermögenswerten des Konzerns und versprechen weiterhin Wachstum bei der Förderung von leichtem Rohöl.

## Unfälle
Im November 2014 laufen aus einer CNRL-Pipeline fast 60.000 Liter Rohöl in einer Region im Norden Albertas aus, etwa 27 Kilometer von Red Earth Creek.

## Geschichte
Im Jahre 1989 war CNRL ein Erdöl- und Erdgasunternehmen, welches nur in Alberta tätig war und dort 9 Personen beschäftigte. Es produzierte etwa 1400 Barrel (220 m³) Öläquivalent pro Tag und erreichte eine Marktkapitalisierung von über 1 Mio. $. Durch Wachstum und Akquisitionen ist das Unternehmen auf ca. 8000 Mitarbeiter, die Produktion auf mehr als 817.000 Barrel Öläquivalent pro Tag und die Marktkapitalisierung auf rund 45 Milliarden Kan. Dollar angewachsen.